# José Muguerza
José Muguerza (15 de setembro de 1911 - 23 de outubro de 1984) foi um futebolista espanhol. Ele competiu na Copa do Mundo FIFA de 1934, sediada na Itália, na qual a seleção de seu país terminou na quinta colocação dentre os 16 participantes.